# Jan van Beers (poeta)
Jan van Beers (Amberes, 22 de febrero de 1821- ibídem, 14 de noviembre de 1888) fue un poeta flamenco padre del pintor Jan Van Beers y abuelo del teórico político Henri de Man.
Trabajó como profesor de neerlandés en colegios de Malinas, Lier y en el Athenaeum (instituto) de Amberes. 
Escribió además una gramática neerlandesa en 1852 y estuvo relacionado con el resurgimiento del movimiento flamenco, el cual aboga por una mayor autonomía, o incluso, la independencia de Flandes de Bélgica.